# Barbu Solomon
Barbu Solomon (născut ca Solomon Bernard Ițic, n. 11 aprilie 1904, Botoșani, România – d. 22 august 1965, București, România) a fost un politician comunist român de origine evreiască, membru de partid din 1948. Barbu Solomon a fost deputat în Marea Adunare Națională în perioada 1957-1965.
A ocupat funcția de judecător al Tribunalului Suprem al RPR între 27 iunie 1956 și 29 martie 1962, iar apoi pe cea de vicepreședinte al Tribunalului Suprem al RPR între 29 martie 1962 și 22 august 1965.

## Distincții
- Ordinul Muncii clasa I (24 aprilie 1964) „pentru activitate în mișcarea muncitorească și contribuția adusă la opera de construire a socialismului, cu prilejul împlinirii vîrstei de 60 de ani”[2]
- Ordinul 23 August